# 木下顕伸
木下　顕伸（きのした あきのぶ、昭和37年（1962年） -） は、日本の政治活動家。
一般社団法人日本クルド友好協会代表理事。日本クルド友好議員連盟事務局。一般社団法人日華協会専務理事。

## 経歴
福岡県飯塚市に生まれる。拓殖大学政経学部政治学科卒業。

## 人物
一般社団法人日本クルド友好協会代表理事。日本クルド友好議員連盟事務局。一般社団法人日華協会専務理事。靖国の御霊に故郷の新米を召し上がって頂く会事務局長他、団体役員や顧問を務める。
分断されたクルド人だけでなく、アジア民族の政治家、活動家、実業家、等と幅広い人脈を持つ。

## 著作
- 『真武士道』、（川保天骨へ寄稿、道義出版、2023年7月23日）。ISBN 978-4434324239
- 『ISISと戦う ~分断された、国を持たない世界最大のクルド民族4600万人』、愛育社 、2016年1月29日。ISBN 978-4750004600